# アメリカン・フィルム・マーケット
アメリカン・フィルム・マーケット（American Film Market；AFM）は、毎年11月上旬に開催される映画業界向けのイベントである。

## 概要
歴史的には、8日間にわたるこのイベントに7000人以上が参加し、人脈作りや映画の販売、資金調達、買い付けを行っている。参加者は70カ国以上から集まり、買付けや企画開発担当の役員、エージェント、弁護士、監督、配給会社、映画祭関係者、融資担当、フィルムコミッション、プロデューサー、脚本家などが含まれる。1981年に設立されたAFMは、映画ビジネスのための市場であるため、映画祭とは異なり、製作と配給の取引が参加者たちの主な焦点となっている。

### 設立
AFMは、映画プロデューサーのアンディ・ヴァイナが率いるアメリカ映画マーケティング協会（American Film Marketing Association、現在のIndependent Film & Television Alliance）によって設立された。

## 主催
AFMは、世界各国の独立系映画やテレビ番組のプロデューサーや配給会社を代表する業界団体であるIFTA（Independent Film & Television Alliance）によって開催されている。

## 会場
（1991年以来）AFMはロウズサンタモニカビーチホテルで開催されている。2020年と2021年はCOVID-19の大流行により、11月の第1週にオンラインのみでの開催となった。
アメリカン・フィルム・マーケットは、サンタモニカのサード・ストリート・プロムナードや周辺地域にある29軒の映画館のスクリーンを利用し、400本以上の映画（その多くはワールドプレミア上映やUSプレミア上映）を700回ほど上映している。上映される映画は、劇場公開やテレビ放映を目指す作品となっている。